# Rayan Helal
Rayan Helal, född 21 januari 1999, är en fransk tävlingscyklist som tävlar i bancykling. 

## Karriär
Vid olympiska sommarspelen 2020 i Tokyo var Helal en del av Frankrikes lag som tog brons tillsammans med Florian Grengbo och Sébastien Vigier i lagsprint.
I januari 2024 vid EM i Apeldoorn var Helal en del av Frankrikes lag tillsammans med Florian Grengbo och Sébastien Vigier som tog silver i lagsprint.